# Нет мужчин — нет проблем
«Нет мужчи́н — нет пробле́м» (англ. Without Men) — американская романтическая комедия 2011 года режиссёра и сценариста Габриэлы Тальявини с Евой Лонгорией, Кристианом Слейтером и Кейт дель Кастильо в главных ролях. Фильм основан на романе «Сказки из города вдов» Джеймса Кэнона.

## Сюжет
Американский военный корреспондент Гордон рыщет по Латинской Америке в поисках сенсаций. И удача улыбается ему! Журналист узнает, что в одном Богом забытом городке всех мужчин в одночасье забрали в партизанскую армию. Теперь их жёнам, сёстрам и дочерям под предводительством очаровательной Розальбы приходится строить новый мир — мир без мужчин. И Гордон отправляется к месту событий.

## В ролях
- Ева Лонгория — Росальба Виуда де Патино
- Кристиан Слейтер — Гордон Смит
- Оскар Нуньес — священник Рафаэль
- Кейт дель Кастильо — Клеатильда Хуанисо
- Моника Уарте — Сесилия
- Иветт Йейтс — Виргелина
- Мария Кончита Алонсо — Лукреция
- Гильермо Диас — Кампо Элиас
- Пол Родригес — Камачо
- Кэмрин Мангейм — Босс
- Джуди Рейес — Магнолия
- Фернанда Ромеро — Убальдина